# Mohamed Ibn Chambas
Pour les articles homonymes, voir Chambas (homonymie).
Mohamed Ibn Chambas, né le 7 décembre 1950, est un avocat, homme politique et diplomate ghanéen.

## Biographie
Titulaire de diplômes universitaires en sciences politiques de l’université du Ghana, de l'université Cornell, ainsi que d’un diplôme universitaire en droit de l'université Case Western Reserve à Cleveland dans l’État d’Ohio aux États-Unis, il est habilité à exercer la profession d’avocat au Ghana et dans l’État d’Ohio.
Mohamed Ibn Chambas est député avant d’entrer au gouvernement en 1987 en tant que vice-ministre des Affaires étrangères. Entre avril 1997 et décembre 2000, il occupe les fonctions de vice-ministre de l’Éducation chargé de l’Éducation tertiaire.
Élu secrétaire exécutif de la Communauté économique des États de l'Afrique de l'Ouest lors de la 25e session de la Conférence des chefs d’État et de gouvernement à Dakar le 21 décembre 2001, il prend ses fonctions le 1er février 2002.
En novembre 2009, Mohamed Ibn Chambas est nommé secrétaire général du groupe des États d'Afrique, des Caraïbes et du Pacifique (ACP).
Ibn Chambas est nommé représentant spécial du secrétaire général de l'ONU pour l'Afrique de l'Ouest et le Sahel en 2014. En avril 2021, il est remplacé par le Tchadien Mahamat Saleh Annadif.

## Référence
1. ↑  « Mahamat Saleh Annadif, nouveau patron de l’ONU pour l’Afrique de l’Ouest », Jeune Afrique,‎ 15 mars 2021 (lire en ligne)